# Etindiol
Az etindiol vagy acetiléndiol az acetilén diolja, szerkezeti képlete HO−C≡C−OH. Kondenzált fázisban instabil vegyület. Tautomerje – a glioxál (H(C=O)2H) – jól ismert.

## Származékai
Bár az etindiol bomlékony, az etindiolát (acetiléndiolát) dianion (O−C≡C−O)2− sói jól ismertek. Ezek a fémorganikus vegyületek formálisan az etindiolból vezethetők le két proton leadásával, de általában nem így keletkeznek.
Ezeket a sókat jellemzően szén-monoxid redukciójával állítják elő. Kálium-etindiolátot (K2C2O2 ) elsőként Liebig állított elő 1834-ben: szén-monoxidot reagáltatott fémkáliummal; de a terméket sokáig „kálium-karbonilnak” (KCO) tartották. A következő 130 év során leírták a nátrium (Johannis, 1893), bárium (Gunz and Mentrel, 1903), stroncium (Roederer, 1906) és a lítium, rubídium és cézium (Pearson, 1933) „karboniljait” is. Végül kimutatták, hogy a reakció termékeként kálium-etindiolát K2C2O2 és kálium-benzolhexolát K6C6O6 keveréke keletkezik.
E sók tényleges szerkezetét csak 1963-ban tisztázta Werner Büchner és E. Weiss.
Etindiolátok előállíthatók CO és a megfelelő fém ammóniás oldatának alacsony hőmérsékleten végzett gyors reakciója révén is. A kálium-etindiolát halványsárga szilárd anyag. Robbanásszerűen reagál levegővel, halogénekkel, halogénezett szénhidrogénekkel, alkoholokkal, vízzel és bármely egyéb, savas hidrogént tartalmazó anyaggal.

## Fordítás
Ez a szócikk részben vagy egészben  az   Acetylenediol című angol Wikipédia-szócikk ezen változatának fordításán alapul.  Az eredeti cikk szerkesztőit annak laptörténete sorolja fel. Ez a jelzés csupán a megfogalmazás eredetét és a szerzői jogokat jelzi, nem szolgál a cikkben szereplő információk forrásmegjelöléseként.